# 2006년 뉴욕 시러스 SR20 충돌 사고
2006년 뉴욕 시러스 SR20 충돌 사고(2006 New York City Cirrus SR20 crash)는 2006년 10월 11일에 발생한, 시러스 SR20 일반 항공, 고정익 항공기, 싱글 엔진 경비행기가 현지 시간 오후 2시 42분쯤(UTC 기준 18시 42분)에 뉴욕 시 벌레어 아파트에 충돌한 사고이다. 항공기는 맨해튼 어퍼이스트사이드에 위치한 건물의 북쪽 면에 충돌해 몇몇 아파트에 화재를 일으켰고, 이는 2시간 내에 진압되었다.
비행기 탑승객 뉴욕 양키스 투수 코리 라이들 과 그의 조종교관 타일러 스탠저 두 명 모두 사망했다. 11명의 소방관을 포함해 건물에 있던 21명이 부상당했다. 아파트 거주자 일라나 벤허리는 충돌 후 일어난 불길이 그녀의 아파트를 휩싸서 심각한 화상을 입고 한 달간 입원했다.
미국 연방항공청 (FAA)에서는 항공기 등록 번호 N929CD, 경비행기 시러스 SR20이 라이들의 소유라고 밝혔다. 2007년 5월 1일, 미국 연방 교통 안전 위원회 (NTSB)는 충돌의 상당한 원인이 조종사 과실이라고 발표했다. 그러나 충돌 당시 누가 운행을 하고 있었는지 결론 내릴 수는 없다고 위원회는 밝혔다.

## 비행
이 비행기는 현지 시간 오후 2시 29분 (UTC 기준 18시 29분)에 뉴저지주 테터보로에 있는 테터보로 공항을 출발했다. 라이들은 밤에 호텔을 예약하기 위해 테네시주로 날아간 뒤에 텍사스주 댈러스를 거쳐, 캘리포니아에 있는 집으로 도착할 계획이었다.

## 같이 보기
- 코리 라이들